# Tana del Lupo
La Tana del Lupo (in tedesco: Wolfsschanze, tradotto anche come Trincea del Lupo) è stato uno dei quartieri generali del Führer, vicino all'attuale cittadina di Kętrzyn, in Polonia, all'epoca Prussia Orientale, base per Adolf Hitler sul fronte orientale durante la seconda guerra mondiale, dal 24 giugno 1941, due giorni dopo l'aggressione all'Unione Sovietica, fino al 20 novembre 1944.
Era nota anche come il Quartier generale di Rastenburg, dal nome in tedesco della cittadina di Kętrzyn.

## Geografia

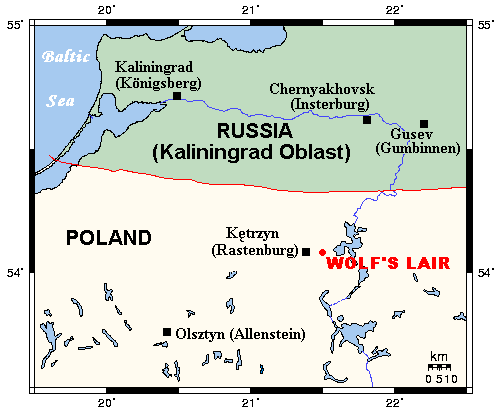
La mappa della Prussia Orientale ai tempi di Hitler: gli attuali confini nazionali sono evidenziati.

La Wolfsschanze si trova precisamente nei pressi di Gierłoż (in tedesco: Görlitz, come l'omonima cittadina sassone), frazione del comune rurale di Kętrzyn, non lontano dall'omonima cittadina allora chiamata Rastenburg. È situato nel distretto di Kętrzyn, nel Voivodato della Varmia-Masuria, non lontano dal confine fra la Polonia e l'enclave russa dell'Oblast' di Kaliningrad.

## Nome
Wolfsschanze deriva dalla parola "lupo", un soprannome che Hitler si attribuì da solo. Iniziò a usarlo negli anni trenta ed era spesso utilizzato dal suo seguito quando gli si rivolgeva parola. Tale soprannome fu usato come nome di diversi quartieri generali durante l'occupazione di territori europei, nella seconda guerra mondiale, come per esempio il Wolfsschlucht I e II in Belgio e il Werwolf in Ucraina.

## Caratteristiche

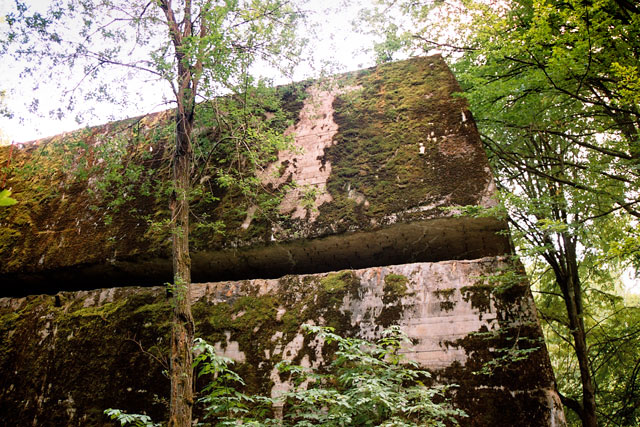
Enormi quantità di esplosivo furono usate per distruggere i bunker della Wolfsschanze.

La Tana del Lupo, sita nel mezzo di una buia e umida foresta di conifere della Prussia Orientale, era caratterizzata da un'atmosfera tetra e monotona, al punto che alcuni osservatori l'hanno definita una via di mezzo tra un monastero e un campo di concentramento. La costruzione del complesso fu iniziata nel 1940 in previsione di un attacco all'Unione Sovietica.
La scelta cadde su questo luogo perché si trovava relativamente vicino ai confini sovietici e perché, immerso nella foresta di Gierłoż e circondato da laghi Masuri e dalle paludi, era difficilmente accessibile e di conseguenza facilmente difendibile. La zona era infestata dalle zanzare. L'area era circondata da campi minati la cui ampiezza variava da 50 ai 100 metri con 54000 mine antiuomo.

## Routine quotidiana di Hitler
Quando Hitler frequentava il complesso, iniziava il proprio giorno passeggiando da solo con il proprio cane dalle 9 alle 10 di mattina, alle 10:30 controllava la posta che gli veniva recapitata per mezzo di treni postali o per via aerea. Per mezzogiorno si teneva una riunione militare nel bunker di Keitel o in quello di Jodl, che normalmente aveva una durata di due ore. A ciò seguiva il pranzo, alle 14, nel salone. Hitler si sedeva regolarmente nello stesso posto: tra Jodl e Otto Dietrich, avendo di fronte a sé Keitel, Bormann e Karl Bodenschatz, l'aiutante di Göring.
Dopo pranzo e per il resto del pomeriggio, Hitler si intratteneva con argomenti non militari. Gli veniva servito il caffè attorno alle 17, a cui faceva seguito una seconda riunione militare da Jodl alle 18. La cena, che poteva durare fino a due ore, iniziava intorno alle 19:30, e dopo di essa, si spostava nel cinema dove venivano proiettati diversi film. Poi Hitler si ritirava nei propri appartamenti, nei quali si esibiva in monologhi a cui assisteva tutto il suo seguito, che includeva due segretarie, le quali lo accompagnavano nella Tana del Lupo. Occasionalmente, Hitler e il suo seguito ascoltavano il grammofono, in genere sinfonie di Beethoven, selezioni di Wagner o altre opere, o lieder tedeschi.

## Visitatori degni di nota
- Ion Antonescu (maresciallo) -  Romania
- Boris III di Bulgaria (zar) -  Bulgaria
- Subhas Chandra Bose (politico) -   Governo dell'India Libera
- Dobri Božilov (primo ministro) -  Bulgaria
- Galeazzo Ciano (ministro degli affari esteri) -  Italia
- Lajos Csatay von Csatai (generale e ministro della guerra) -  Ungheria
- Ali Fuat Erden (generale) -  Turchia
- Rashid Ali al-Kaylani (primo ministro) -  Iraq
- Italo Gariboldi (generale) -  Italia
- Rodolfo Graziani (generale) -  Italia
- Miklós Horthy (reggente) -  Ungheria
- Vitéz Gusztáv Jany (generale) -  Ungheria
- Miklós Kállay de Nagy-Kálló (primo ministro) -  Ungheria
- Kyril di Bulgaria (principe di Bulgaria e Preslav) -  Bulgaria
- Slavko Kvaternik (comandante e ministro delle forze armate) -  Croazia
- Pierre Laval (primo ministro della Francia di Vichy) -  Francia di Vichy
- Konstantin Lukash (generale e capo di stato maggiore dell'esercito bulgaro) -  Bulgaria
- Fanni Luukkonen (colonnello e capo dell'organizzazione ausiliaria volontaria per le donne) -  Finlandia
- Carl Gustaf Mannerheim (comandante e statista) -  Finlandia
- José Finat y Escrivá de Romaní (ambasciatore presso il Terzo Reich) -  Spagna
- Nikola Mihailov Mihov (generale e ministro della guerra) -  Bulgaria
- José Moscardó Ituarte (generale) -  Spagna
- Benito Mussolini (il Duce) -  Italia
- Milan Nedić (generale e primo ministro) -  Serbia
- Harald Öhquist (tenente generale) -  Finlandia
- Hiroshi Ōshima (generale e ambasciatore presso il Terzo Reich) -  Giappone
- Ante Pavelić (Poglavnik di Croazia e Bosnia-Erzegovina) -  Croazia
- Jozef Tiso (presbitero e Presidente della Slovacchia) -  Slovacchia
- Pedro Tovar de Lemos (diplomatico) -  Spagna
- Cemil Cahit Toydemir (generale) -  Turchia

## L'attentato a Hitler

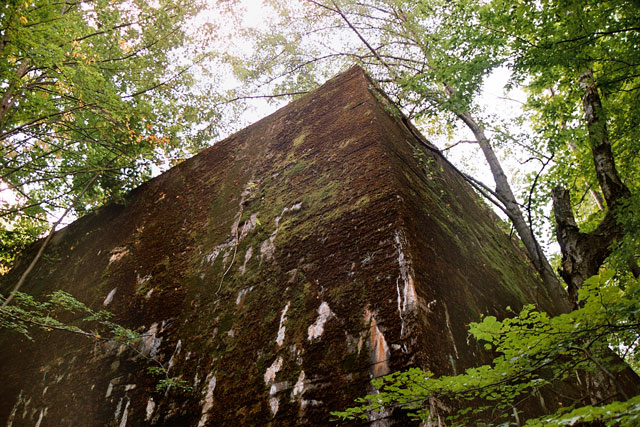
Uno dei bunker meglio preservati della Wolfsschanze.

Il quartier generale, che in apparenza sembrava formato da piccoli edifici in legno, era in realtà un sistema di ottanta bunker messi in comunicazione da diverse gallerie e protetto da campi minati, filo spinato e postazioni di artiglieria contraerea. Inoltre erano presenti una stazione ferroviaria, un piccolo aeroporto per permettere i collegamenti con la madrepatria e un collegamento telefonico diretto con Berlino.
Le costruzioni erano mimetizzate da una fitta vegetazione e il luogo era costantemente avvolto dalla penombra. I bunker più grandi avevano la caratteristica forma a tronco di piramide con il lato e l'altezza di diverse decine di metri ed erano attraversati, alla base, da tunnel che collegavano l'esterno con un angusto locale posto al centro della piramide. Date le loro dimensioni, al termine delle ostilità, fu possibile farli saltare in aria solo con imponenti cariche di esplosivo, poiché i bombardamenti aerei non riuscivano a provocare seri danni alle strutture.
Fu proprio a Rastenburg e precisamente nella sala riunioni, la Lagebaracke, che, il 20 luglio 1944, il Führer sfuggì fortunosamente a un attentato organizzato dal colonnello Claus Schenk von Stauffenberg, poiché la bomba utilizzata non era adatta per un edificio di legno, ma per un vero e proprio bunker. Il quartier generale di Rastenburg fu abbandonato verso la fine del 1944, dinnanzi all'inesorabile avanzata dell'Armata Rossa.

## Dismissione
Nell'ottobre 1944 l'Armata Rossa raggiunse i confini della Prussia Orientale durante l'offensiva del Baltico. Hitler partì dalla Tana del Lupo per l'ultima volta il 20 novembre quando l'avanzata sovietica raggiunse Angerburg (ora Węgorzewo), a soli 15 chilometri di distanza. Due giorni dopo fu dato l'ordine di distruggere il complesso. Tuttavia la vera demolizione non venne effettuata fino alla notte del 24-25 gennaio 1945, dieci giorni dopo l'inizio dell'offensiva Vistola-Oder. Nonostante l'uso di tonnellate di esplosivo (un bunker richiedeva circa 8 tonnellate di TNT) la maggior parte degli edifici furono solo parzialmente distrutti a causa delle loro strutture rinforzate e delle loro enormi dimensioni.
L'Armata Rossa catturò le rovine della Tana del Lupo il 27 gennaio senza sparare un colpo, lo stesso giorno in cui fu liberata Auschwitz. Solo nel 1955 l'area che circondava l'installazione fu completamente sminata (furono rimosse circa 54 000 mine).

## Sito storico
Sebbene l'area fosse stata bonificata da tutti gli armamenti abbandonati, specialmente mine, l'intero sito fu lasciato in stato di abbandono dal governo comunista polacco. Tuttavia, dalla fine del comunismo negli anni novanta, la Tana del Lupo fu trasformata in un'attrazione turistica. I visitatori possono effettuare gite partendo da Varsavia o da Danzica. Hotel e ristoranti hanno aperto nell'area del sito. Sono stati proposti diversi progetti per restaurare l'area e per tenere mostre storiche.